# Mallín
Un mallín, en el sur de Argentina y Chile (en la Patagonia), es una zona de tierras bajas inundables o humedal, cuya importancia reside tanto en cuestiones biológicas (biodiversidad) como económicas (fuente permanente de forraje, lugares aptos para cultivos). Los mallines pueden ser permanentes o temporales, y los hay también fértiles y salinos.
En algunas regiones, un mallín hace referencia a la presencia de suelos muy livianos, ya sea a nivel subterráneo o de superficie (llamados guadales), con muy poca o nula capacidad de soportar cargas, por lo que al realizar una construcción, es altamente probable que al cabo de muy pocos años la edificación sufra graves roturas en su estructura.
La palabra es de origen mapuche, con el mismo significado, y ha sido ampliamente adoptada, partiendo de la toponimia regional, hasta su uso común en estudios y trabajos científicos. 

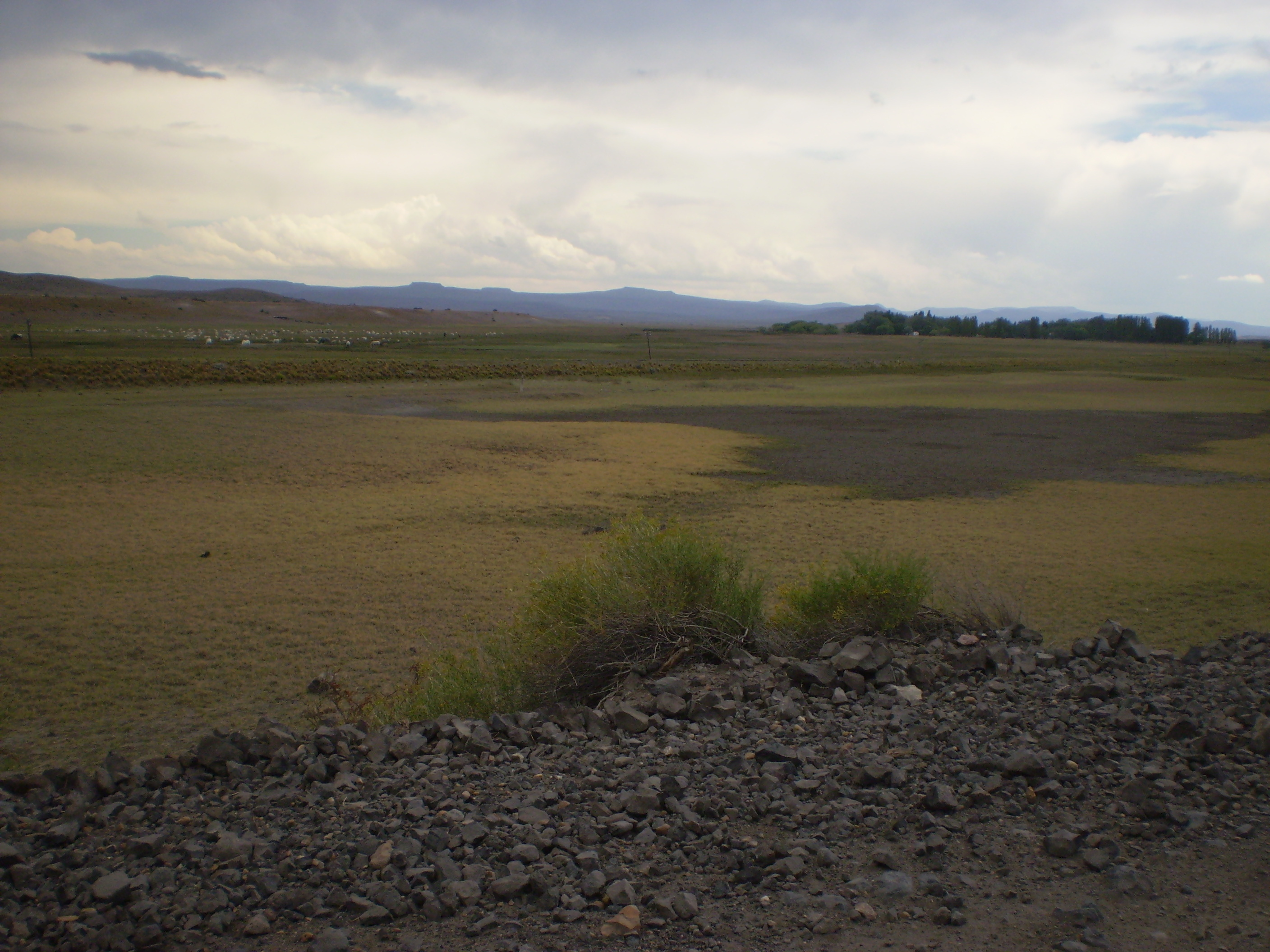
Mallín en cercanías de Ingeniero Jacobacci, atravesado por el terraplén del ferrocarril.

Los mallines presentan una gran variedad de tamaños y formas. Pueden constituir pequeños ecosistemas en áreas muy localizadas y relativamente aisladas, o constituir un complejo de humedales más o menos continuos o encadenados que ocupan las líneas de drenaje en sierras y mesetas o en las planicies de inundación de los grandes valles.

## Importancia económica
Los mallines son los sitios con mayor humedad, mejores suelos y pastos más tiernos y nutritivos de la estepa patagónica. Conforman la principal fuente de forraje para el ganado en cantidad y calidad, en relación 1 a 10 respecto de la estepa patagónica. 
Ocupan una superficie mínima, no más del 3% de la región, y soportan una alta presión de pastoreo, por lo que muchos se encuentran degradados.

## Mallines de agua permanente
Son aquellos donde la relación entre recarga hídrica y drenaje es positiva y condiciona la presencia y permanencia anual de la napa freática cerca de la superficie. Al permanecer el suelo saturado de agua se favorece el desarrollo de vegetación hidrófila. Cuando los horizontes superficiales solo reciben humedad proveniente del ascenso capilar se favorece el desarrollo de vegetación mesófita.
La vegetación típica incluye Festuca scabriuscula, Poa pratensis, Taraxacum officinale y Trifolium repens . Otras especies presentes son el Juncus balticus y Carex gayana

## Mallines de agua
Corresponde a los ecosistemas donde la carga hídrica sigue un régimen estacional, ya sea por aporte superficial de ríos o arroyos , típicamente aumentados en época de deshielo, o su influencia indirecta en la mayor presión freática.
La distribución y densidad de la vegetación suele seguir, en estos sistemas, la profundidad y calidad de la napa.

## Mallines salinos
Son comunes en la región patagónica extra andina, en donde las condiciones de degradación han llevado a la salinización del suelo por desequilibrio entre la carga hídrica y el proceso permanente de evaporación. En la Patagonia Argentina se da una situación típica en sentido Oeste- Este, siendo los mallines cercanos a las fuentes fluviales de tipo dulce, y los ecosistemas se van salinizando a medida que se alejan hacia el este (y hacia el mar), principalmente por el cambio de la relación aporte hídrico-evaporación y la variación de las características climáticas. 
Los mallines salinos presentan una vegetación típica dominada por pasto "pelo de chancho" y junquillo de baja calidad, con poca utilidad forrajera.
Los salino-sódicos se caracterizan por tener un suelo de color negro y vegetación raquítica y escasamente desarrollada 
Los mallines salinos y salino-sódicos se encuentran, en términos generales, en las zonas donde llueve por debajo de los 300 mm. anuales.

## Degradación
La principal causa de degradación de los mallines es el sobrepastoreo, teniendo en cuenta que la pérdida de la cobertura vegetal produce un aumento de la evaporación del agua, iniciando un círculo vicioso.

## Algunos mallines patagónicos
- Mallín Grande , Villa La Angostura, Provincia de Neuquén, Argentina
- Mallín Ahogado, El Bolsón, Provincia de Río Negro, Argentina
- Caviahue-Copahue, Neuquén, Argentina
- Carilaufquen, Ingeniero Jacobacci, Río Negro